# Друри, Адам
Адам Джеймс Дру́ри (англ. Adam James Drury; 29 августа 1978, Коттенхэм, Англия) — английский футболист, защитник.

## Карьера
Защитник Адам Друри начинал свою карьеру в «Питерборо Юнайтед». Он провёл за этот клуб 150 матчей, в которых забил два гола. В марте 2001 года перешёл в нориджский «Норвич Сити» за 500.000 £.
Перейдя в стан «канареек», Друри сразу обратил на себя внимание. Он был очень техничным футболистом. В сезоне 2002/2003 он стал игроком года в «Норвиче», а в сезоне 2003/2004 был капитаном команды. Поиграл в Премьер-лиге Англии, после того, как «Норвич» выбился туда. В сезоне 2006/2007 опять был капитаном команды. 9 мая 2007 года Драри подписал контракт с «Норвичем» ещё на 4 года. В начале 2012 года, Адам был включён в Зал Славы «Норвича», вместе с партнёрами по команде Грантом Холтом и Уэсли Хулаханом.
19 июня 2012 года было объявлено о том, что Адам Друри подписал двухлетний контракт с «Лидс Юнайтед». Футболист перешёл в стан «белых» на правах свободного агента.